# Марьенков, Ефрем Михайлович
Ефрем Михайлович Марьенков (1898—1977) — советский писатель.

## Биография
Ефрем Марьенков родился 9 февраля 1898 года в селе Каспля (ныне — Смоленский район Смоленской области). Рано остался без родителей, после окончания начальной школы был вынужден пойти работать. В 1915 году экстерном Марьенков сдал экзамены за шестой класс Смоленского реального училища. С 1916 году он был призван на службу в царскую армию, участвовал в боях Первой мировой войны. После Октябрьской революции Марьенков пошёл на службу в Рабоче-крестьянскую Красную Армию. Окончил курсы краскомов и Высшие военные курсы. Лично участвовал в боях Гражданской войны. Ещё служа в армии, в 1919 году написал свою первую пьесу «Жертва идеи».
В 1924 году Марьенков был демобилизован и переехал в Смоленск. Активно публиковал рассказы, очерки и пьесы с 1925 года. Основной темой произведений являлись события Гражданской войны и жизнь советской деревни. В начале 1930-х годов Марьенков опубликовал свою повесть «Записки краскома». Помимо писательской деятельности, Марьенков активно работал в смоленских газетах, являлся одним из редактором Смолгиза и Смоленского Партиздата.
Участвовал в боях Великой Отечественной войны, был ранен и контужен. Демобилизовавшись, возвратился на Смоленщину, работал сначала учителем, затем корреспондентом газеты «Рабочий путь», а с 1947 года вновь занимался литературной работой. В 1949 году Марьенков опубликовал повесть «Вдалеке от больших городов», в 1953 году — «Детство Алёши Боброва», в 1957 году — «На земле Смоленской». В 1967 году были переизданы его «Записки краскома», напечатанные в журнале «Новый мир».
Скончался 14 июля 1977 года, похоронен на Новом кладбище Смоленска.